# Santiago, Italia
Pour plus de détails, voir Fiche technique et Distribution.
Santiago, Italia est un film documentaire italien réalisé par Nanni Moretti et sorti en 2018. Le documentaire a été présenté en avant-première au Festival du film de Turin.

## Synopsis
Le documentaire rend compte à travers des documents d'époque et des témoignages, de l'activité de l'ambassade Italienne à Santiago lors des mois qui ont suivi le coup d'état de Pinochet le 11 septembre 1973 mettant fin au régime démocratique de Salvador Allende. L'ambassade a donné refuge à des centaines d'opposants au régime du général Pinochet, leur permettant ensuite de rejoindre l'Italie.

## Fiche technique
- Réalisation : Nanni Moretti
- Scénario : Nanni Moretti
- Photographie : Maura Morales Bergmann
- Montage : Clelio Benevento
- Son : Alessandro Zanon
- Mixage : Paolo Segat
- Producteur : Nanni Moretti / Producteur délégué : Carlos Nuñez
- Sociétés de production : Sacher Film, Le Pacte, Rai Cinema, Storyboard Media
- Sociétés de distribution : 
  -  Italie : Academy 2
  -  France : Le Pacte
- Type : couleur
- Durée : 80 min
- Date de sortie : 
  -  Italie : 6 décembre 2018
  -  France : 27 février 2019

## Distinctions
- 2018 : Film della Critica par le Syndicat national des journalistes cinématographiques italiens (SNCCI)[4].
- David di Donatello 2019 : Meilleur documentaire

## Accueil

### Critiques
Le film reçoit de bons retours, avec une note moyenne de 3.7 sur AlloCiné.
Télérama : « ce sont leurs paroles, habitées et pleines d’émotion, qui donnent le plus de vie et de chair à cette épopée militante ».
Bande à part parle d'« un documentaire saisissant ».